# Sikorsky UH-60 Black Hawk
«Блэк хоук» (англ. Black Hawk [blæk hɔːk], «Чёрный ястреб», назван по имени военного вождя индейского племени сауков; заводской индекс изготовителя — S-70, S — от Sikorsky, общевойсковой индекс — UH-60, UH — от Utility Helicopter) — американский многоцелевой вертолёт. Поступил на вооружение Армии США, заменив вертолёт Bell UH-1 «Хьюи».
Лётные испытания опытной модификации UH-60 были завершены в 1974 году, в 1976 году вертолёт выиграл конкурс на поставку в Армию США. До 1985 года Армия США закупила более 300 вертолётов UH-60. К середине 1990-х годов было построено более 2600 вертолётов.
При установке дополнительных пилонов может оснащаться ПТУР AGM-114 Hellfire, дополнительными топливными баками для полётов большой дальности. Также в передней части грузового отсека может устанавливаться пулемёты М240, М134 и 30-мм пушка M230.
Текущая модель, используемая в армии США — UH-60M.

## История

### Разработка
Вертолёт разрабатывался для программы создания многоцелевого тактического транспортного летательного аппарата (Utility Tactical Transport Aircraft System, сокр. UTTAS) Авиационного управления Армии США в 1965 году. Программа прошла следующие основные вехи:
- 1965 — постановка проблемы, определение цели разработки (Development Objective).

Решено заменить парк имеющихся вертолётов UH-1D/H к середине и второй половине 1970-х годов с перспективой унификации для других видов вооружённых сил (в первую очередь, КМП и ВМС).
- 1967 — концептуальная проработка проекта в трёх этапах (Concept Formulation Studies):

1. 1967—1969 — постановка тактико-технического задания (Phase: I Mission Definition).

Даны тактико-технические требования (ТТТ): перевозка 11-и человек на борту со снаряжением вне досягаемости зенитной артиллерии по высоте. Решено отказаться от крылатых летательных аппаратов, создавать вертолёты.
1. 1969—1970 — рассмотрение компоновочных схем, конфигурации узлов и агрегатов, выбор экономичного варианта (Phase II: Evaluation, Tradeoff Analysis).

Выбрана традиционная схема вертолёта с двухтурбинной двигательной установкой вместо конвертопланов и машин поперечно-винтовой или продольной схемы.
1. 1970—1971 — технико-экономический анализ соотношения затрат и эффективности проектируемого летательного аппарата и обоснование целесообразности разработки в сравнении с имеющимися на вооружении UH-1N (ВВС), CH-46 (КМП), S-61 (ВМС) и UH-1H (Армия), и в странах блока НАТО (Phase III: Cost-Effectiveness Analysis).

Решено отказаться от закупки иностранных вертолётов SA330 PUMA у консорциума Westland/SUD и модернизации вертолётов семейства UH-1 из-за невозможности выполнить ТТТ программы.

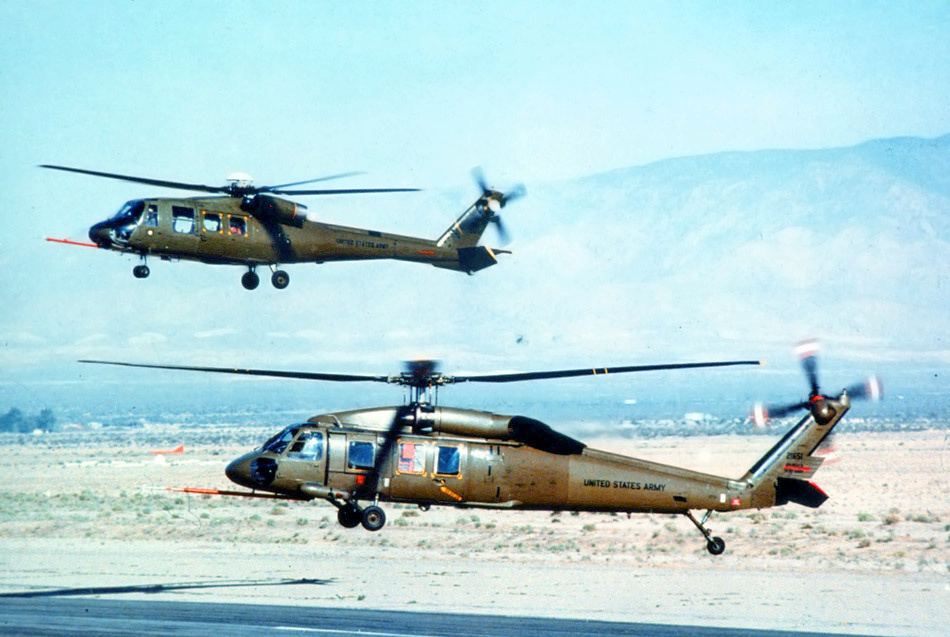
Сравнительные лётные испытания Sikorsky YUH-60A (внизу) и Boeing Vertol YUH-61A (вверху)

1971—1972 — составление календарного плана разработки фюзеляжа, винтов, двигателей, трансмиссии, подсистем вооружения, электрической, топливной и др. (Systems Development Plan), подготовка пакета технических документов с изложением концепции разработки для приборной реализации конструкторского замысла (Development Concept Paper), сбор заявок от компаний военной промышленности (Request for Proposals), подведение предварительных итогов конкурса заявок (Determination and Findings):
- На конкурс поданы заявки вертолётных подразделений крупнейших авиастроительных компании: Vertol Division компании Boeing в Мортоне, штат Пенсильвания (Boeing Vertol модель 179); Sikorsky Aircraft корпорации United Aircraft Corp. в Стратфорде, штат Коннектикут (Sikorsky S-70); корпорация Lockheed Aircraft в Бербанке, штат Калифорния (Lockheed CL-1100); компания Bell Helicopter в Форт-Уэрт, штат Техас (Bell модель 240).
- Заявки на конкурс создания двигательной установки c мощностью на валу 1500—2000 л. с. поданы компаниями Pratt & Whitney корпорации United Aircraft Corp. в Уэст-Палм-Бич, штат Флорида; General Electric в Вест-Линне, штат Массачусетс; Lycoming Division корпорации AVCO в Стратфорде, штат Коннектикут.
- 20 декабря 1974 — ВМС США инициируют программу создания лёгкого многоцелевого палубного вертолёта ВМС противокорабельной и противолодочной борьбы (Light Amphibious Multi-Purpose System Mark III, сокр. LAMPS Mk III). Свои заявки на конкурс подают Boeing Vertol, Sikorsky Aircraft, Bell Aircraft и Kaman Aerospace в Плейнфилде, штат Коннектикут, а также британская компания Westland (Sea Lynx). Hughes и Lockheed не приняли участия в конкурсе.

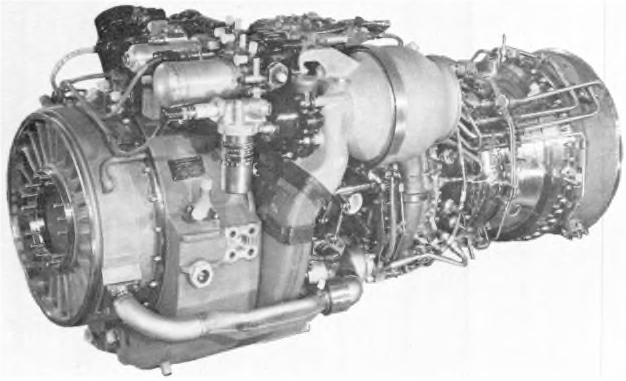
Двигатель T700 (опытный прототип)

- 1975 — в конкурсе создания двигателей вертолёта UTTAS победил проект турбовального двигателя General Electric T700[англ.]
- Осень-зима 1975 — проекты Boeing и Sikorsky выходят в финал конкурса ВМС LAMPS III. Корпорация IBM выбрана главным подрядчиком для разработки авионики палубного вертолёта.
- 1976 — прототип компании Sikorsky модель 70 (S-70) признан победителем конкурса, вертолёту присвоено название Black hawk и общевойсковой индекс UH-60A.
- 1977 — победа предложения на основе S-70 в конкурсе LAMPS III создания лёгкого многоцелевого палубного вертолёта ВМС.

Работы над вертолётом и двигательной установкой к нему шли одновременно и руководились Авиационным управлением из Сент-Луиса, штат Миссури. Ход разработки бортового радиоэлектронного оборудования для перспективного вертолёта контролировался Управлением электроники в Форт-Монмуте, штат Нью-Джерси. В финал конкурса вышли образцы компаний Sikorsky и Boeing Vertol. Прототип Sikorsky модель 70, который одержал победу в конкурсе и принят на вооружение Армии, а затем ВМС и ВВС США, является эволюцией модели 67.

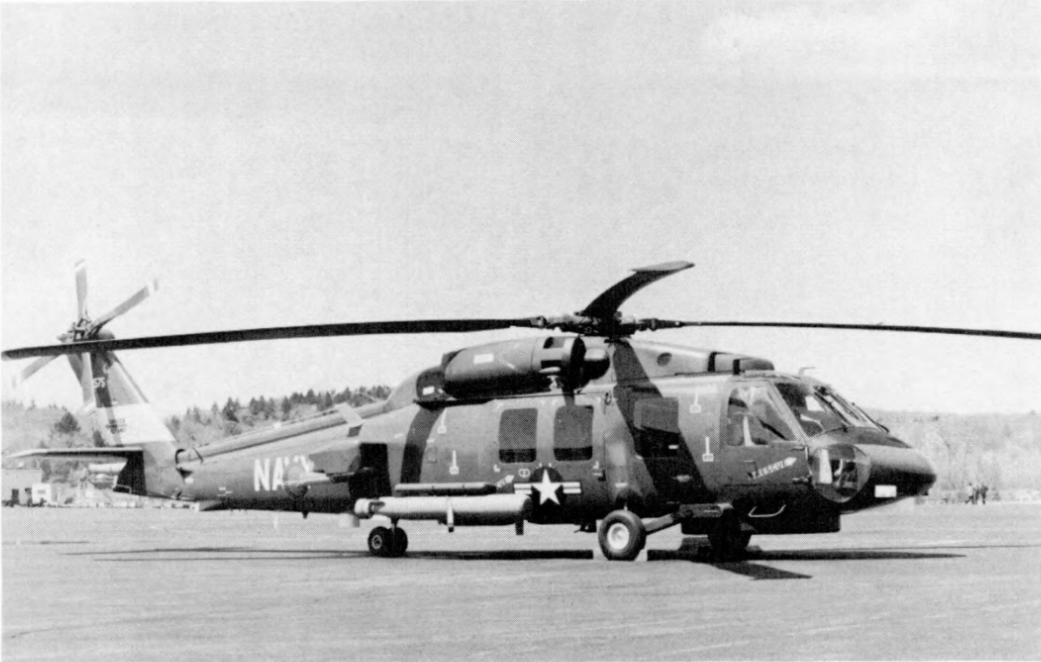
Опытный прототип вертолёта Sikorsky модель 70
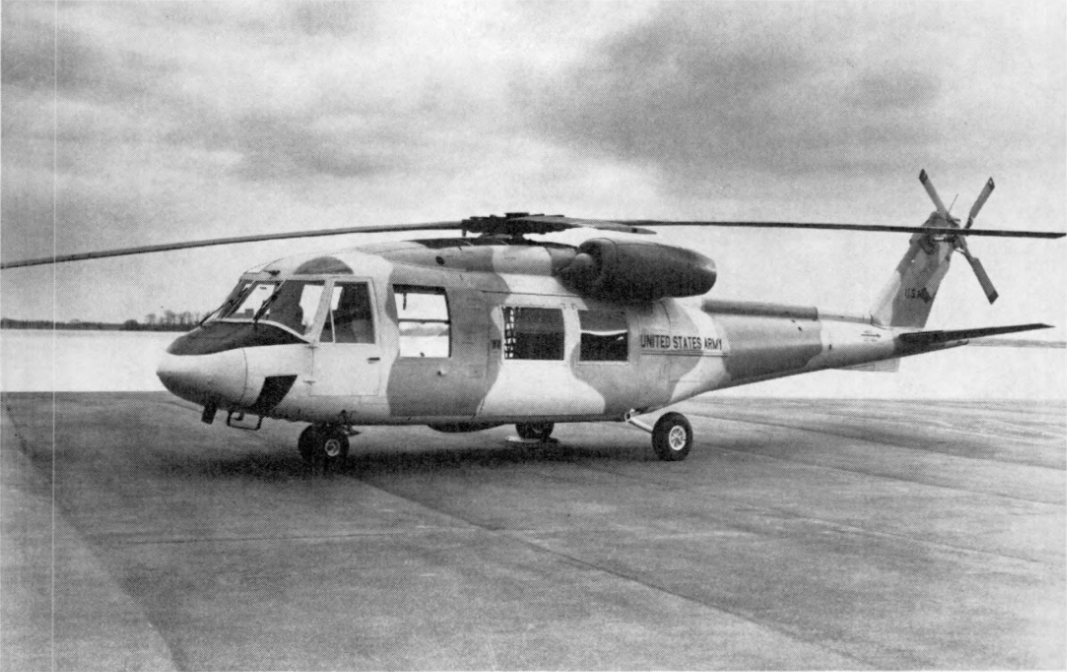
Полноразмерный макет вертолёта Boeing модель 179 для конкурса

### Производство
Первоначальный закупочный план предусматривал закупку для нужд армии 1100 вертолётов по цене 1,4 млн $ за один вертолёт (что в 3,5 раза превышало стоимость UH-1 — 400 тыс. $ за один вертолёт). Столь высокая разница в цене объяснялась экономией в эксплуатации — UH-60A подлежал регламентной проверке технической исправности (с решением о необходимости эксплуатационно-профилактического ремонта) через каждые 300 лётных часов против 100 часов для UH-1.

## Модификации вертолёта
- UH-60A Black Hawk (первоначальный серийный вариант), UH — от Utility Helicopter, поставлялись в армии США, Бахрейна, Колумбии, Филиппин и Саудовской Аравии.
- UH-60A Credible Hawk — вертолёты поставлялись в ВВС США в середине 1980-х годов в качестве спасательного варианта во время боевых действий. Экипаж вертолёта оснащён бронесиденьями со сдвижными боковыми щитками, выполненными из комбинированной брони (карбид бора/композитный материал на основе кевлара), рассчитанными на защиту от пуль малокалиберного оружия при стрельбе с близкого расстояния. Сиденья способны выдерживать перегрузку 48G при ударе вертолёта о землю[10].
- EH-60A/B/C Quickfix, EH — от Electronic warfare Helicopter, — для выполнения специальных операций РЭБ. Построено 2 испытательных борта, первый в версии A, а второй в версии B созданный для испытания по программе SOTAS, которая в конце-концов была закрыта. Версия C, является серийной моделью EH-60A, в последствии было построено еще 66 машин в этой же версии[11].
- НН-60D Night Hawk, HH — от Handy Helicopter — ночная модификация UH-60A для ВВС США.
- МН-60А Velcro Hawk, MH — от Multipurpose Helicopter, — 30 машин UH-60A модифицированы для выполнения специальных операций.
- МН-60А Embassy Hawk — модификация вертолёта для действий на европейском театре военных действий.
- МН-60G Pave Hawk — модификация, предназначенная для проведения боевых спасательных и специальных операций; оснащён цветным метеорадиолокатором Bendix, доплеровской навигационной системой, глобальной навигационной спутниковой системой, инерциальной навигационной системой, экраном с картой перемещения, новой высокочастотной, сверхвысокочастотной и спутниковой связью, подавителем инфракрасного излучения, системой предупреждения об опасности, автоматом сбрасывания дипольных отражателей и ложных тепловых целей, бортовой ИК-системой FLIR для обнаружения целей, выдвигающейся штангой для заправки в полёте, инфракрасными стробоскопами, системой поддержки внешних грузов, индикацией на лобовом стекле, цифровой шиной данных, дополнительными пушками и т. д.
- VH-60A — девять вертолётов с салоном класса VIP для высокопоставленных чиновников и генералитета.
- UH-60B — транспортная модификация вертолёта с усовершенствованными двигателями.
- YEH-60B — вертолёт UH-60A, модифицированный для системы обнаружения и захвата цели до входа в зону ПВО противника с вращающимся датчиком, помещённым в обтекатель на тросе (на вооружении с 1981 года).
- YSH-60B — серия из пяти опытных вертолётов Си Хок для ВМС США.
- SH-60B Sea Hawk, SH — от Sea Helicopner — серийный противолодочный вертолёт Си Хок; оснащён зондом RAST, 25-трубочной установкой для запуска акустических буйков, буксируемым магнитным обнаружителем подводных лодок на левой консоли короткого крыла; оснащался аэронавигационным импульсным поисковым радаром AN/APS-142, системой радиоразведки ALQ-142 под носовой частью фюзеляжа, цельным лобовым стеклом кабины пилота и складывающейся хвостовой балкой; был вооружён двумя торпедами Mk 46.
- SH-60F Ocean Hawk — спецмодификация для участия в противолодочных операциях.
- НН-60J Jay hawk — модификация для проведения поисково-спасательных операций.
- UH-60J — спецмодификация для ВВС Японии, приспособленный для спасательных операций; оснащён спасательной лебёдкой с правого борта, внешними топливными баками, японской авиационной электронной техникой и метеорадиолокатором, бортовой ИК-системой FLIR для обнаружения целей.

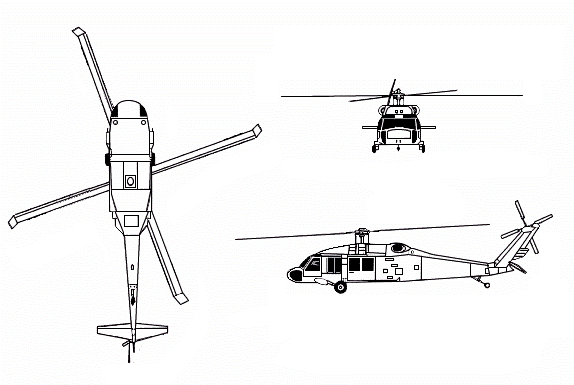
Силуэты многоцелевого вертолёта UH-60

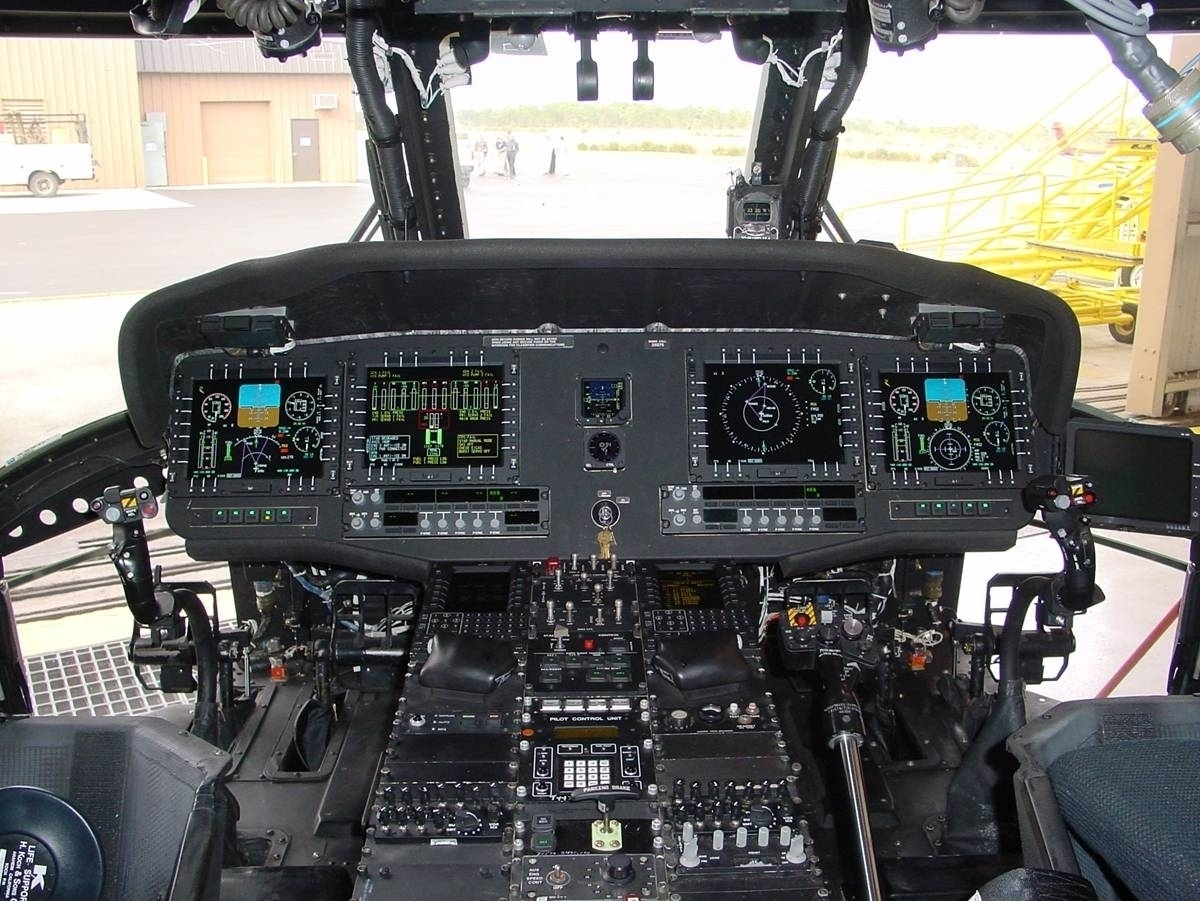
Кабина UH-60

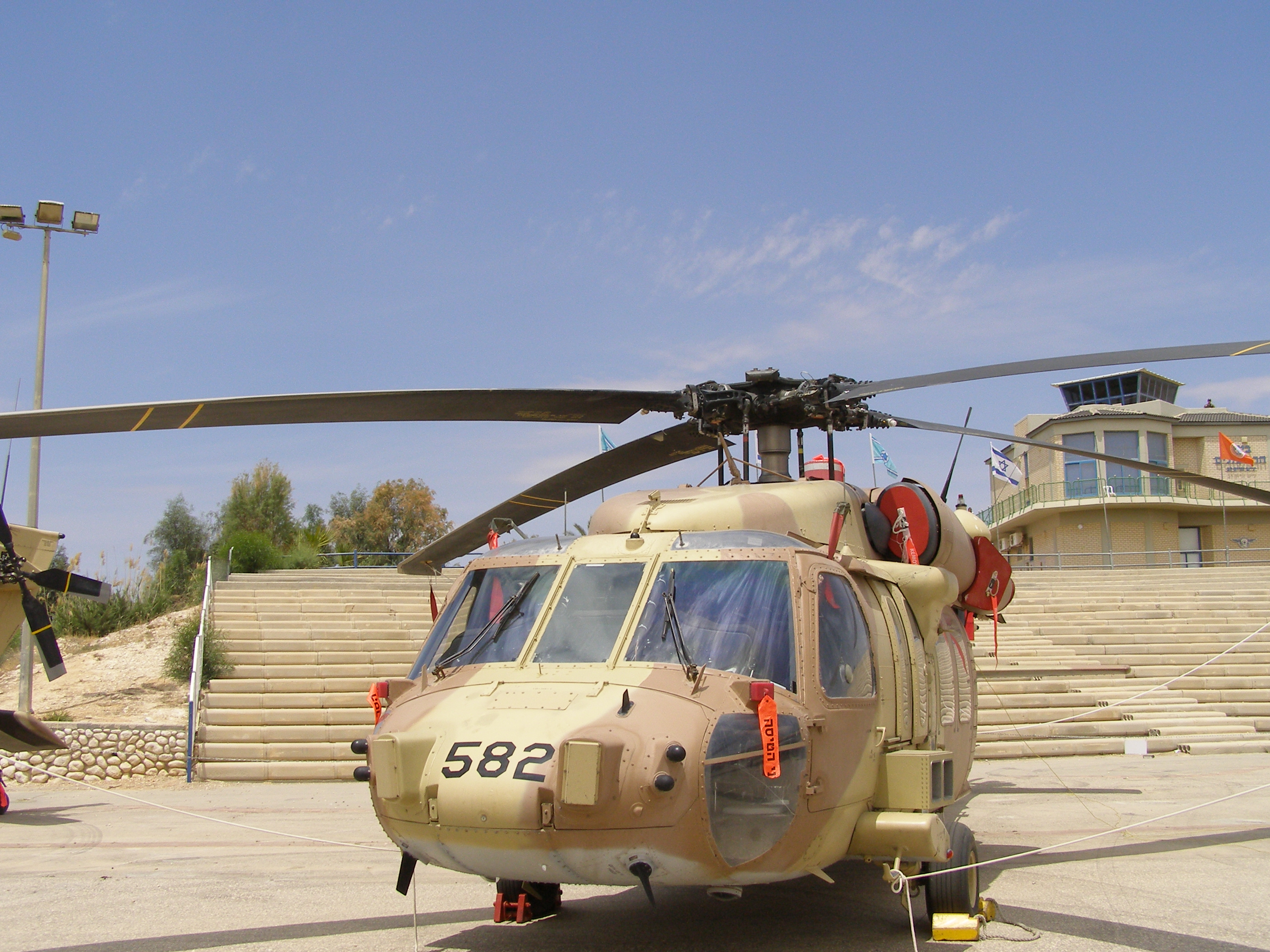
UH-60 ВВС Израиля «Яншуф»

- МН-60К — армейский вариант для специальных операций; оборудован бортовой ИК-системой FLIR для обнаружения целей производства компании Texas Instruments, системой отображения ночного видения, экраном с картой перемещения, бортовой кислородопроизводящей системой, двигателями Т700-GE-701C, тормозом несущего винта; обнаружителем реактивной струи ракеты, противорадаром, автоматом сбрасывания дипольных отражателей и ложных тепловых целей, системой подавления ИК-излучения двигателей HIRSS (Hover Infra-Red Suppressor Subsystem), подавителем радиосигналов и приёмником лазерного обнаружения; опытный образец поднялся в воздух 10 августа 1990 года.
- UH-60L — вариант UH-60A, оснащённый двигателями Т700-210С; военным ведомством США было заказано 190 вертолётов такой модификации, которая осуществлялась на базе вертолётов UH-60A.
- VH-60N Presidential Hawk — вертолёт с салоном класса VIP; оснащён метеорадиолокатором, кабиной с улучшенной звукоизоляцией и VIP-салоном, скрытыми соплами, мощной электроникой, помехоустойчивыми и мощными средствами связи.
- UH-60M — модификация, оснащённая цифровой двухканальной ЭДСУ Hamilton Sundstrand и новой кабиной, также вертолёт оснащён усовершенствованными двигателями General Electric T700-701 с цифровой системой управления. Первый полёт длительностью 60 минут совершила 3 сентября 2008 года с аэродрома Уэст Палм Бич в штате Флорида[12].
- HH-60M — усовершенствованный медицинский вариант UH-60M для армии США.
- UH-60P — по заказу армии Республики Корея изготовлены 100 вертолётов UH-60L, с улучшенным редуктором и тормозом несущего винта.
- UH-60Q Dustoff Hawk — медицинский вариант для эвакуации с поля боя и из районов бедствий, используется модифицированный корпус вертолёта UH-60L со специально спроектированным интерьером для оказания медицинской помощи в воздухе.
- S-70A — серия экспортных вертолётов Black Hawk для армии Саудовской Аравии и Австралии, в том числе: 21 боевой вертолёт S-70A-1 Desert Hawk и 8 санитарных вертолётов S-70A-L1. Приспособлены для операций в пустыне. 39 машин S-70A-9 были поставлены в ВВС Австралии.
- S-70B-6 — модификация противолодочного вертолёта, предназначенная для ВМС Греции.
- S-70C — гражданские модификации вертолётов для поставок в Бруней и Китай.
- S-70i — экспортная модификация UH-60, предназначенная для производства в Польше. Первый опытный предсерийный образец изготовлен в 2010 году с частичным использованием частей из США, в мае 2012 года были изготовлены 3 вертолёта и начато производство ещё одного[13].
- WS-70 — вертолёты S-70/UH-60, построены по американской лицензии на фирме Westland Helicopters в Великобритании.

## Лётно-технические характеристики
Приведённые характеристики соответствуют модификации UH-60L.
Источник данных: Jane's .

Технические характеристики
- Экипаж: 3 человека (2 пилота, борттехник)
- Пассажировместимость: 11 солдат или 6 лежачих больных
- Длина: 19,76 м
- Длина фюзеляжа: 16,26 м (без штанги дозаправки)
- Диаметр несущего винта: 16,36 м
- Диаметр рулевого винта: 3,35 м
- Высота: 5,13 м (с хвостовым винтом)
- Площадь, ометаемая несущим винтом: 210,15 м²
- База шасси: 8,83 м
- Колея шасси: 2,705 м
- Масса пустого: 5224 кг
- Нормальная взлётная масса: 7907 кг
- Максимальная взлётная масса: 11113 кг
- Масса полезной нагрузки: 1197 кг (внутренняя)
  - на подвеске: 4082 кг
- Объём топливных баков: 1361 л + 2 × 700 л дополнительных бака в кабине (+2 × 870 л и 2 × 1703 л ПТБ)
- Силовая установка: 2 × турбовальных General Electric T700-GE-701C
- Мощность двигателей: 2 × 1880 л. с. (2 × 1402 кВт)

Лётные характеристики
- Максимально допустимая скорость: 361 км/ч
- Максимальная скорость: 296 км/ч
- Крейсерская скорость: 282 км/ч
- Практическая дальность: 584 км
- Перегоночная дальность: 2222 км (с ПТБ на подвесках ESSS)
- Продолжительность патрулирования: 2 часа 6 минут
- Практический потолок: 5835 м
- Статический потолок: 2330 м
- Вертикальная скороподъёмность: 7,87 м/с
- Нагрузка на диск: 36,7 кг/м² (при нормальной взлётной массе)
- Тяговооружённость: 328,9 Вт/кг (на трансмиссию при нормальной взлётной массе)

Вооружение
- Стрелково-пушечное: в кабине:
  - 2 × 7,62 мм шестиствольных пулемёта M134 или
  - 2 × 12,7 мм пулемёта GAU-19
- Точки подвески: 4 (по 2 с каждой стороны на ESSS)
- Боевая нагрузка: до 4536 кг
- Управляемые ракеты:  
  - «воздух-поверхность»: до 16 × AGM-114 Hellfire
  - «воздух-воздух»: FIM-92
- Неуправляемые ракеты: 70 мм Hydra 70

## На вооружении
- США — 802 UH-60A, 750 UH-60L, 548 UH-60M, 8 VH-60N, 155 HH-60M, 18 HH-60L и 62 MH-60K/L/M, по состоянию на 2016 год[15]
- Австралия — 34 S-70A, по состоянию на 2016 год[16][17]
- Австрия — 9 S-70A-42 по состоянию на 2024 год[18]
- Аргентина — 1 S-70A, по состоянию на 2016 год[19]
- Бахрейн — 3 S-70A, 1 S-92A (VIP), 1 UH-60L и 8 UH-60M, по состоянию на 2016 год[20]
- Бразилия — 16 UH-60L, 6 S-70B и 4 S-70A-36 (HM-2), по состоянию на 2016 год[21]
- Бруней — 4 S-70i, по состоянию на 2016 год[22]
- Греция — 11 S-70B, по состоянию на 2016 год[23]
- Египет — 4 UH-60L (VIP), по состоянию на 2016 год[24]
- Израиль — 39 S-70A и 10 UH-60A, по состоянию на 2016 год[25]
- Испания - 12 SH-60B по состоянию на 2021 год[26]
- Иордания — 3 S-70A, 11 UH-60L и 2 UH-60M, по состоянию на 2016 год[27]
- Китай — 19 S-70C2 (S-70C), по состоянию на 2016 год[28]
- Колумбия — 72 UH-60L и 7 S-70i, по состоянию на 2016 год[29]
- Республика Корея — 102 UH-60P, 11 HH-60P и 10 VH-60P, по состоянию на 2016 год[30]
- Латвия — 2 UH-60M по состоянию на 2024 год[31]
- Малайзия — 2 S-70A, по состоянию на 2016 год[32]
- Мексика — 9 UH-60M, 6 UH-60L и 6 S-70A-24, по состоянию на 2016 год[33] В 2014 году заказано 18 UH-60M[34]
- ОАЭ — 11 UH-60L и более 30 UH-60M, по состоянию на 2016 год[35]
- Саудовская Аравия — 22 UH-60A, 24 UH-60L и 1 S-70, по состоянию на 2016 год[36]
- Сингапур — 6 S-70B, по состоянию на 2016 год[37]
- Словакия — 9 UH-60M по состоянию на 2024 год[38]
- Таиланд — 9 UH-60L, 3 UH-60M и 6 S-70B, по состоянию на 2016 год[39]
- Китайская Республика — 16 S-70C и 8 UH-60M, по состоянию на 2016 год[40] В 2012 году заказано 56 UH-60M[41]
- Тунис — в 2015 году заказано 24 UH-60M, по состоянию на 2016 год[42]
- Турция — более 40 S-70A и 1 T-70 на вооружении в сухопутных войсках, 24 S-70B на вооружении в ВМС, 1 T-70 на вооружении в ВВС и 12 S-70A на вооружении в жандармерии по состоянию на 2024 год[43]. В 2014 году заключён контракт на лицензионную сборку 340 S-70i (T-70)[44]
- Украина — не менее 2 UH-60M, по состоянию на 2023 год[45][46]
- Филиппины — 1 S-70A (S-70A-5), по состоянию на 2016 год[47]
- Хорватия — 4 UH-60M, по состоянию на 2024 год[48]
- Чили — 1 S-70A, по состоянию на 2016 год[49]
- Швеция — 15 UH-60M (Hkp-16) по состоянию на 2024 год[50]
- Япония — 36 UH-60L (UH-60JA) и 49 UH-60J, по состоянию на 2016 год[51]

## Боевое применение
Вторжение США на Гренаду

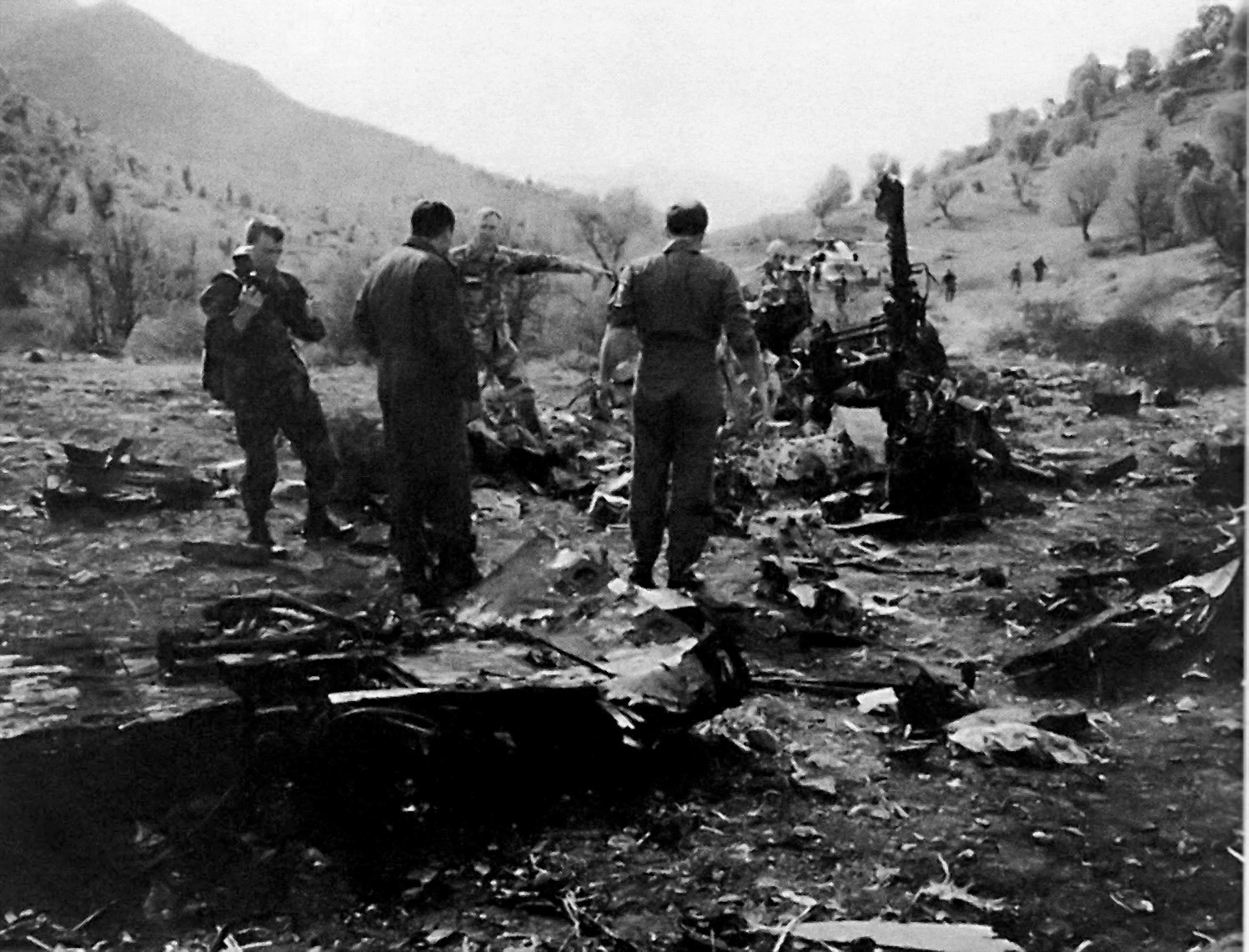
Обломки пары американских Black Hawk, сбитых американскими истребителями F-15 в 1994 году

США задействовали 32 вертолёта UH-60.
Всего в конфликте получили повреждения или были уничтожены 13 «Чёрных ястребов» (по меньшей мере 4 безвозвратно), все — от огня противника.
Из 10 «Чёрных ястребов», получивших попадания от огня с земли, 1 был сбит и 4 совершили вынужденную посадку. Остальные 5 получили незначительные повреждения, 1 из которых был отремонтирован на месте.
Остальные 3 «Чёрных ястреба» были потеряны 27 октября в течение 20 секунд. Вертолёты попали под обстрел и втроём врезались друг в друга.
Война в Персидском заливе
Применялся США и Саудовской Аравией.
В ходе боевых действий США безвозвратно потеряли по меньшей мере 6 «Чёрных ястребов». Ещё несколько разбилось во время подготовки и после объявления перемирия. В числе экипажей погибло несколько десятков человек.
Операция в Сомали
- 25 сентября 1993 — «Чёрный ястреб» UH-60 (б/н 9-101) Армии США в районе старого морского порта Могадишу получил попадание из гранатомёта РПГ-7. Потеряв высоту вертолёт задел здание, упал на землю и полностью сгорел. 3 из 5 членов экипажа погибли.
- 3 октября 1993 — два «Чёрных ястреба» MH-60L (с/н-а: 89-26188 и 91-26324) (1-я авиационная эскадрилья (1-го батальона армейской авиации) 160-го авиаполка специального назначения сухопутных войск, в составе Оперативной группы войск специального назначения США) сбиты из гранатомётов РПГ-7 во время Сражения в Могадишо[55]. Ещё три таких вертолёта получили повреждения в этот день[56].

Война в Ираке
- 2 апреля 2003 — UH-60A Black Hawk (сер. номер 94-26557, рота B 2-го батальона 3-го авиационного полка Армии США). Сбит огнём с земли в районе Кербелы (по другим данным, разбился из-за потери экипажем ориентации в ночном полёте). Погибло 7 человек и 4 ранено.
- 9 мая 2003 — UH-60A Black Hawk (сер. номер 86-24507, 571-я медицинская рота Воздушной эвакуации Армии США). Упал в реку Тигр. Погибли 3 человека.
- 2 сентября 2003 — UH-60L Black Hawk (2-й батальон 501-го авиационного полка Армии США). Перевернулся во время ночной высадки десанта юго-западнее Багдада. 1 человек погиб.
- 25 октября 2003 — UH-60L Black Hawk (сер. номер 95-26653, рота A 3-го батальона 158-го авиационного полка Армии США). Совершил аварийную посадку после поражения гранатой из РПГ возле Тикрита и сгорел. Пострадали 5 человек.
- 7 ноября 2003 — UH-60L Black Hawk (сер. номер 92-26413, 5-й батальон 101-го авиационного полка Армии США). Сбит ПЗРК «Игла» в районе Тикрита. Погибли 6 человек  // members.aol.com.
- 15 ноября 2003 — два UH-60L Black Hawk (сер. номер 93-26531, рота A 4-го батальона 101-го авиационного полка Армии США; 94-26548, 9-й батальон того же полка). Столкнулись в воздухе над Мосулом после того, как один из вертолётов совершил противозенитный манёвр, уклоняясь от огня с земли. Погибли 17 и ранены 5 человек.
- 8 января 2004 — UH-60 Black Hawk (сер. номер 86-24488, 571-я медицинская рота Воздушной эвакуации Армии США). Сбит возле Фаллуджи. Погибло 9 человек.
- 21 сентября 2004 — UH-60A Black Hawk (сер. номер 87-24579, рота A 1-го батальона 244-го авиационного полка Армии США). Потерпел аварию возле Насирии. Пострадали 3 человека.
- 7 января 2006 — UH-60L Black Hawk (сер. номер 91-26346, рота B 1-го батальона 207-го авиационного полка Армии США). Потерпел катастрофу возле Таль-Афара ночью в плохую погоду. Погибло 8 американских военнослужащих и 4 гражданских специалиста.
- 8 августа 2006 — UH-60 Black Hawk (сер. номер 86-24535, 82-я рота Воздушной эвакуации, приписан к 3-му авиакрылу Корпуса морской пехоты США). Потерпел катастрофу в провинции Аль-Анбар. Погибло 2 человека и 4 ранено.
- 20 января 2007 — UH-60 Black Hawk (рота C 1-го батальона 131-го авиационного полка Армии США ). Сбит, попав под обстрел из крупнокалиберных пулемётов и ПЗРК северо-восточнее Багдада. Погибли 12 человек, в том числе главный хирург Армии США в Ираке.
- 22 августа 2007 — UH-60L Black Hawk (сер. номер 06-27077, Армия США). Потерпел катастрофу (предположительно по техническим причинам) в ночное время суток в районе Киркука. Погибли 14 человек.
- 17 апреля 2010 — UH-60L Black Hawk (сер. номер 95-26648, роты B, 3-го батальона, 158-го авиаполка Армии США). Разбился около военной базы Спайчер в 20 километрах от Тикрита из-за неисправности. Один военнослужащий погиб, трое получили ранения.

Война в Афганистане
- 23 марта 2010 года возле города Вардак разбился турецкий военный вертолёт S-70A «Чёрный ястреб», все 4 члена экипажа выжили[источник не указан 1130 дней].
- 16 марта 2012 года в районе Кабула турецкий военный вертолёт S-70A «Чёрный ястреб» врезался в жилой дом. В результате крушения погибли все 12 турецких членов экипажа и 4 афганца, включая 2 детей[источник не указан 1130 дней].
- 16 августа 2012 UH-60 Black Hawk разбился в уезде Шах-Вали-Кот провинции Кандагар. Погибли 7 американских, 3 афганских военных и 1 гражданский. Талибы заявили, что вертолёт был сбит ими[57]. Руководство коалиционных сил не смогло прокомментировать причастность боевиков к инциденту.
- 11 марта 2013 — UH-60L Black Hawk (сер. номер 90-26270, рота В, 4-го батальона, 3-го авиаполка, 3-й бригады армейской авиации, 3-й пехотной дивизии Армии США) — Афганистан[58]: разбился в районе Даман в окрестностях Кандагара, во время ночного вылета, в 22:00 по местному времени, Причина — тяжёлые погодные условия. Все 5 военнослужащих США, находившихся на борту погибли.
- 17 декабря 2013 UH-60 Black Hawk — потерпел катастрофу в Афганистане, погибли шесть американских военных, один получил ранения[59].
- Летом 2021 года в ходе разгрома афганской армии и ухода американских войск, афганская армия потеряла по меньшей мере 1 вертолёт UH-60[60].

После окончательной победы захваченные вертолёты «Чёрный ястреб» начали использоваться Талибаном. Западный военный историк Лукас Мюллер, изучавший афганский конфликт десятки лет, указывал что в какой то момент времени на территории Афганистана одновременно применялись вертолёты UH-60 и Ми-8/17 и это позволило сравнить их в равных условиях. Мюллер сделал вывод что Ми-8 или Ми-17 оказались более пригодны в ходе боевых действий и оказались более прочными чем «Чёрные ястребы».
Гражданская война в Колумбии
- 11 декабря 1990 года колумбийский UH-60A Black Hawk был сбит бойцами РВСК-АН на южным регионом страны, весь экипаж 7 человек погиб[63].
- 19 октября 2000 года колумбийский UH-60L Black Hawk был сбит бойцами РВСК-АН во время полёта возле Дабайбы. Весь экипаж 22 человека погиб[64].
- 13 декабря 2005 года SH-60B Seahawk ВМС США был потерян возле побережья западной части Колумбии. Весь экипаж 3 человека погиб[65].
- 9 июня 2008 года колумбийский UH-60L Black Hawk был подбит бойцами РВСК-АН над территорий Пуэрто Гузман. 3 члена экипажа были ранены. Вертолёт получил тяжёлые повреждения, ремонтопригодность неизвестна[66].
- 24 февраля 2013 года колумбийский UH-60L Black Hawk был подбит бойцами РВСК-АН над территорией Вистагермоса. Вынужденная посадка была совершена на минное поле, в результате чего вертолёт подорвался. Весь экипаж — 4 человека — погиб[67].
- 4 августа 2015 UH-60 Black Hawk национальной полиции Колумбии разбился при невыясненных обстоятельствах в ходе операции борьбе с наркотрафиком. Из 18 человек находившихся на борту 16 полицейских погибли[68][69].
- 20 октября 2018 колумбийский UH-60L Black Hawk был потерян во время проведения боевого задания, весь экипаж — 4 человека — погиб[источник не указан 1130 дней].

Курдское восстание в Турции
Турецкие «Чёрные ястребы» понесли большие потери в ходе операций против восставшего курдского населения. Ниже перечислены известные случаи потерь.
- 11 апреля 1998 года возле турецкого н.п. Беста курды сбили турецкий военный вертолёт S-70A «Чёрный ястреб». Было убито два турецких члена экипажа[70].
- 27 ноября 1998 года в районе Хаккари курды огнём стрелкового оружия сбили турецкий военный вертолёт S-70A «Чёрный ястреб». Было убито 17 турецких членов экипажа[71].
- 5 марта 1999 года в районе Хаккари курды сбили турецкий военный вертолёт S-70A «Чёрный ястреб». О выживших из 20 членов экипажа на борту не известно[72].
- 22 июля 2005 года в районе Хаккари при попытке высадить десант разбился турецкий военный вертолёт S-70A «Чёрный ястреб». Ранено 6 членов экипажа[источник не указан 1130 дней].
- 7 декабря 2006 в районе города Бингол при посадке подорвался на мине турецкий военный вертолёт S-70A «Чёрный ястреб». 1 из 6 членов экипажа был убит[источник не указан 1130 дней].
- 16 октября 2008 года в районе Хаккари разбился турецкий военный вертолёт S-70A «Чёрный ястреб», перевозивший подкрепление к ведущим перестрелку с курдами вооружённым формированиям. В результате крушения погиб один турецкий солдат, ещё 15 было ранено, включая одного генерала.
- 10 ноября 2012 года в районе Первари провинции Сиирт во время боевого задания разбился турецкий военный вертолёт S-70A «Чёрный ястреб». Погибли все 3 пилота и 14 членов спецподразделения[73].
- 10 августа 2015 года в восточном районе провинции Сирнак во время взлёта курдами был обстрелян турецкий военный вертолёт S-70A «Чёрный ястреб». Из 10 членов экипажа 1 был убит и 7 ранены[источник не указан 1130 дней].
- 8 июня 2017 года в горном районе Гювенк во время посадки турецкий военный вертолёт S-70A «Чёрный ястреб» получил попадание из РПГ курдов. Экипаж выжил, однако вертолёт восстановлению не подлежал[источник не указан 1130 дней].

Турецкое восстание
Летом 2016 года вертолёты S-70 Black Hawk применялись обеими сторонами во время турецкого восстания.
- Утром 16 июля истребителями восставших был сбит вертолёт S-70 лоялистов[74].
- 16 июля восемь офицеров армии Турции выполняли полёты на вертолёте S-70 по перевозке раненых людей, в один из моментов по вертолёту открыли огонь на поражение турецкие полицейские, в результате чего офицеры были вынуждены покинуть территорию страны и перегнали UH-60 на греческий аэродром Александруполис. После посадки «Чёрного ястреба» греческая полиция задержала и взяла под охрану пилота и членов экипажа, которые попросили убежища, боясь расправы со стороны сторонников режима в Турции[75].
- Множество вертолётов путчистов вернулись на авиабазу Акинси в повреждённом состоянии, в частности повреждения получили по меньшей мере 6 вертолётов S-70 Black Hawk. Бортовые номера повреждённых «Чёрных ястребов»: 13043, 13044, 13041, 10997, 10984 и 10983. Наибольшие повреждения получил вертолёт с номером 13041, у которого имелось 37 пробоин[76].

Война в Йемене
- 25 августа 2017 UH-60 армии США разбился в 20 милях от побережья Йемена, во время тренировочного полёта. 5 человек, находившихся на борту, были спасены[77].

Гражданская война в Сирии
- 17 октября 2019 года на территории Сирии курды сбили турецкий военный вертолёт S-70A «Чёрный ястреб»[источник не указан 977 дней].

Ирано-американский конфликт
- 8 января 2020 года в результате ответного иранского удара баллистическими ракетами по авиабазе Айн-аль-Асад в Ираке был уничтожен американский вертолёт HH-60 Pave Hawk. Стоимость уничтоженного вертолёта составляла 40 миллионов долларов[78].

## Закупки
В начале декабря 2021 года министр обороны Австралии Питер Даттон заявил, что страна планирует закупить около 40 вертолётов UH-60 Black Hawk американского производства. В качестве причины покупки нового вооружения Питер Даттон указал «растущую угрозу» со стороны КНР.

## Происшествия
- 10 ноября 2012 S-70 разбился в Турции, погибли 14 военнослужащих национальной армии и 3 члена экипажа.
- 16 апреля 2013 UH-60 Black Hawk (по другим данным — CH-53) при посадке потерпел крушение недалеко от границы с КНДР, в уезде Чхорвон, на борту находились от 12 до 14 человек. По имеющейся информации, никто из них не пострадал. Машина участвовала в совместных учениях США и Южной Кореи Foal Eagle, которые проводят каждый год.
- 5 августа 2013 американский HH-60 разбился в Японии на острове Окинава[79].
- 17 декабря 2013 S-70 разбился в Турции на окраине столицы Анкары, погибли 4 военнослужащих[80].
- 7 января 2014 на востоке Великобритании разбился американский военный вертолёт HH-60G Pave Hawk, погибли четыре человека[81][82].
- 15 января 2014 Black Hawk (160-й авиационный полк специального назначения), (ВВС США) совершил жёсткую посадку на военном аэродроме в городе Саванна штат Джорджия. Один человек погиб, два других получили ранения и отправлены в больницу[83].
- 10 марта 2015 Black Hawk НГ штата Луизиана (США) пропал во время ночного тренировочного полёта в штате Флорида. 7 морских пехотинцев и 4 солдата, находившихся на борту, предположительно, погибли[84].
- 2 сентября 2015 UH-60 армии США 4-й авиационной бригады упал в лесистой местности во время учений, четыре человека получили ранения[85].
- 17 октября 2017 UH-60 сил самообороны Японии пропал без вести в прибрежной зоне населённого пункта Хамамацу во время ночных занятий по поиску и эвакуации[источник не указан 392 дня].
- 17 февраля 2018 года UH-60M ВВС Мексики врезался в два грузовика в районе города Сантьяго-Хамильтепек. В результате катастрофы погибло 13 человек, большая часть которых оказались на земле[86].
- 5 декабря 2019 года в 14:15 UH-60A 34-й бригады боевой авиации[англ.] НГ Миннесоты[англ.] упал в гравийный карьер в горде Кимбалл в округе Стернс штата Миннесота. На борту находилось 3 человека, все погибли[87][88][89][90].
- 2 января 2020 года в 08:07 UH-60M ВВС Китайской Республики разбился в горной местности района Улай[кит.] города Синьбэй. На борту находилось 13 человек, 8 из них погибли[91][92].
- 8 января 2020 года UH-60M ВВС США был уничтожен ракетным ударом Ирана по авиабазе «Айн-аль-Асад[англ.]» на западе Ирака[93][94].
- 21 марта 2020 года UH-60M ВМС Мексики разбился в муниципалитете Теуипанго[исп.] штата Веракрус. Один офицер погиб, 20 моряков получили ранения[95][96].
- 21 июля 2020 года в 10:40 UH-60L Сухопутных войск Колумбии потерпел крушение возле реки Инирида в районе заповедника Нукак в департаменте Гуавиаре. На борту находилось 17 человек, 11 из них погибли, 6 получили травмы[97].
- 27 июля 2020 года в 8:30 UH-60A НВК Афганистана совершил аварийную посадку и загорелся в районе Каджаки[англ.] провинции Гильменд. Двое членов экипажа получили травмы[98].
- 12 ноября 2020 года UH-60A+, приписанный к 1-му батальону воздушной поддержки США, базирующемуся в Шарм-эш-Шейхе, потерпел крушение на острове Тиран, недалеко от побережья Синайского полуострова. Погибли 8 человек (6 американцев, гражданин Франции и гражданин Чехии), 1 тяжело ранен[99][100].
- 20 января 2021 года в 18:30 UH-60A, приписанный к 1-й роте 171-го авиационного батальона общей поддержки[англ.] НГ Нью-Йорка[англ.], упал в сельской местности к юго-западу от городка Мендон[англ.] в округе Монро штата Нью-Йорк во время планового учебного полёта. После аварии возник пожар, вертолёт был уничтожен. Трое военнослужащих НГ получили смертельные ранения[101][102].
- 2 февраля 2021 года в 20:00 UH-60 НГ Айдахо[англ.] разбился к югу от Лаки Пик близ Бойсе в штате Айдахо при выполнении обычного тренировочного полёта. Трое военнослужащих НГ погибли[103][104].
- 31 марта 2021 года UH-60A Национальной армии Афганистана разбился в провинции Гильменд на юге Афганистана при попытке аварийной посадки. Три человека погибли, четверо получили ранения[105][106].
- 23 июня 2021 года в 20:00 S-70i, приписанный к 205-му крылу тактических вертолётов ВВС Филиппин, потерпел крушение в окрестностях Кроу-Вэлли[англ.], недалеко от авиабазы «Кларк[англ.]» в провинции Тарлак на севере Филиппин, все шесть человек на его борту погибли[107][108].
- 2 февраля 2022 года MH-60M, приписанный к 160-му ОАП армии США, был уничтожен после вынужденной посадки из-за технической неисправности в мухафазе Идлиб на северо-западе Сирии[109][110].
- 22 февраля 2022 года в 9:30 UH-60L и MH-60M НГ Юты[англ.] столкнулись и разбились при попытке посадки на горнолыжном курорте «Сноубёрд[англ.]» в штате Юта[111][112].
- 30 марта 2022 года в 02:00 два HH-60 армии США столкнулись на аэродроме «Райт[англ.]» базы «Форт-Стюарт[англ.]» в Джорджии. Один член экипажа погиб[113][114].
- 22 июня 2022 года S-70C(M)-1 ВМС Китайской Республики потерпел крушение и загорелся на военно-морской базе «Зуоин» в городе Гаосюн. Все четыре члена экипажа были госпитализированы. Командир, получивший ожоги скончался[115][116].
- 15 июля 2022 года UH-60L Королевской армии Таиланда из-за технической неисправности столкнулся с деревьями в районе Тхепха[тайск.] провинции Сонгкхла. Вертолёт получил значительные повреждения. На борту находились 2 пилота и 5 пассажиров, все они получили ранения[117][118].
- 15 июля 2022 года UH-60M ВМС Мексики потерпел крушение близ города Лос-Мочис в штате Синалоа. 14 человек погибли[119][120].
- 15 февраля 2023 года в 15:00 UH-60L Армии НГ Теннеси[англ.], совершая неконтролируемое вращение, врезался в землю и загорелся недалеко от арсенала «Рэдстоун» в Хантсвилле штата Алабама. Оба пилота, находившиеся на борту, погибли[121][122].
- 29 марта 2023 года в 22:00 два HH-60, приписанных к 101-й воздушно-десантной дивизии армии США, были уничтожены в результате столкновения в воздухе над Кейдизом в округе Тригг штата Кентукки. На боту одного вертолёта находилось пять американский солдат, на борту другого ещё четыре, никто не выжил[123][124].
- 6 апреля 2023 года в 15:56 UH-60JA, приписанный к 8-й авиационной эскадрилье 8-й дивизии[англ.] сухопутных сил самообороны Японии, потерпел крушение в 18 км к северо-западу от аэропорта Мияко[англ.] в префектуре Окинава, через 10 минут после взлёта. На борту вертолёта находились 10 человек, в том числе сотрудник службы безопасности лагеря Мияко, пять офицеров штаба дивизии и командир дивизии генерал-лейтенант Юити Сакамото. Выживших не обнаружено[125][126].
- 10 ноября 2023 года MH-60M армии США упал в восточной части Средиземного моря. Пять человек, находившихся на борту, погибли[127][128].
- 22 февраля 2024 года UH-60A Управления по борьбе с наркотиками Национальной полиции Колумбии[англ.] разбился близ Караманты. Все 4 человека, находившиеся на борту, погибли[129][130].
- 30 января 2025 года в небе над Вашингтоном (округ Колумбия) столкнулись VH60 и региональный самолет Bombardier CRJ-701.

## Галерея

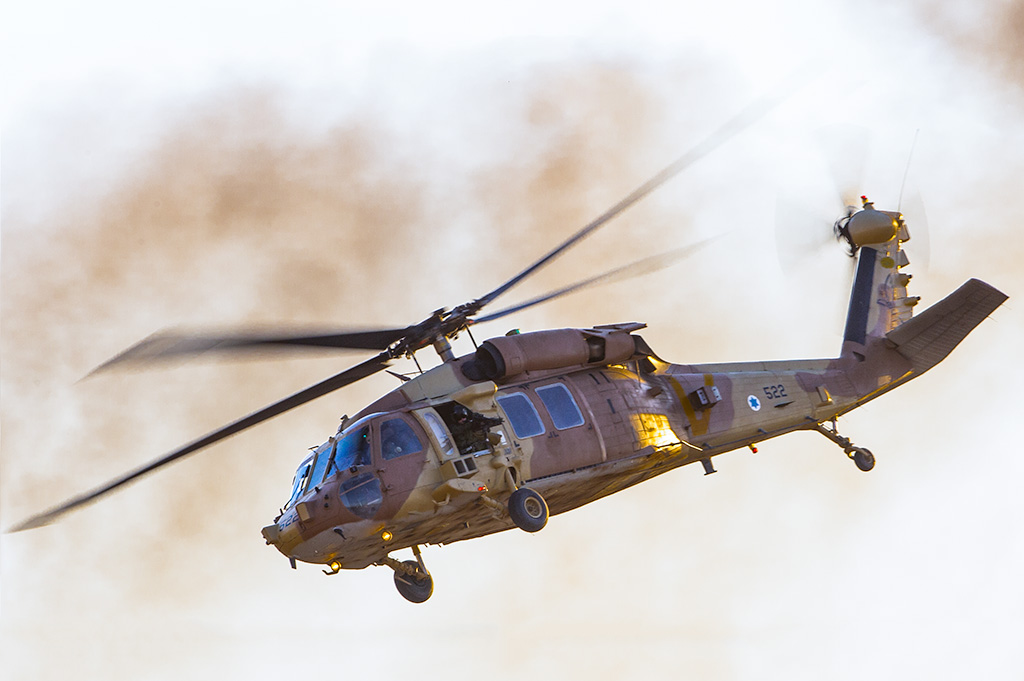
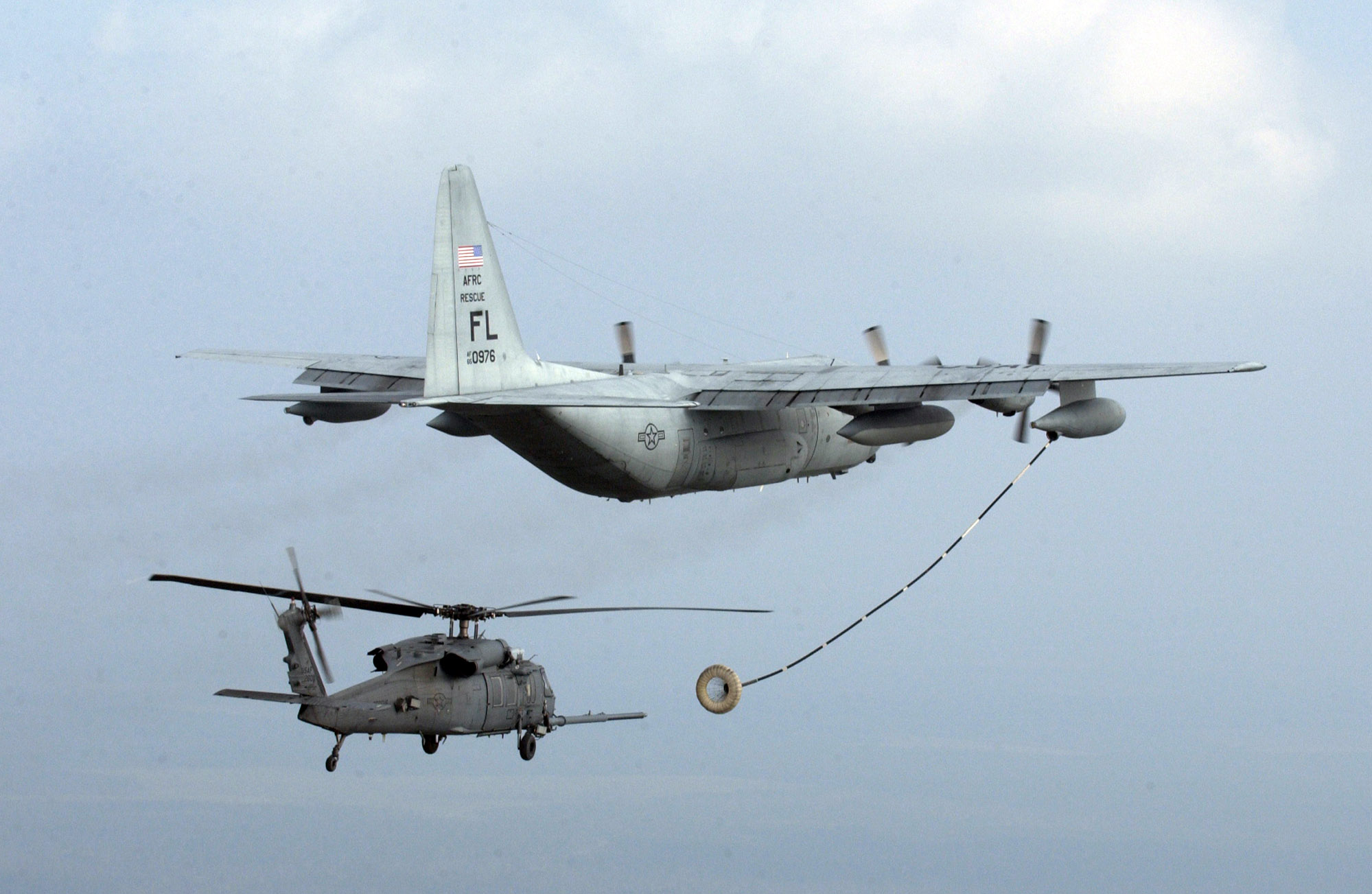
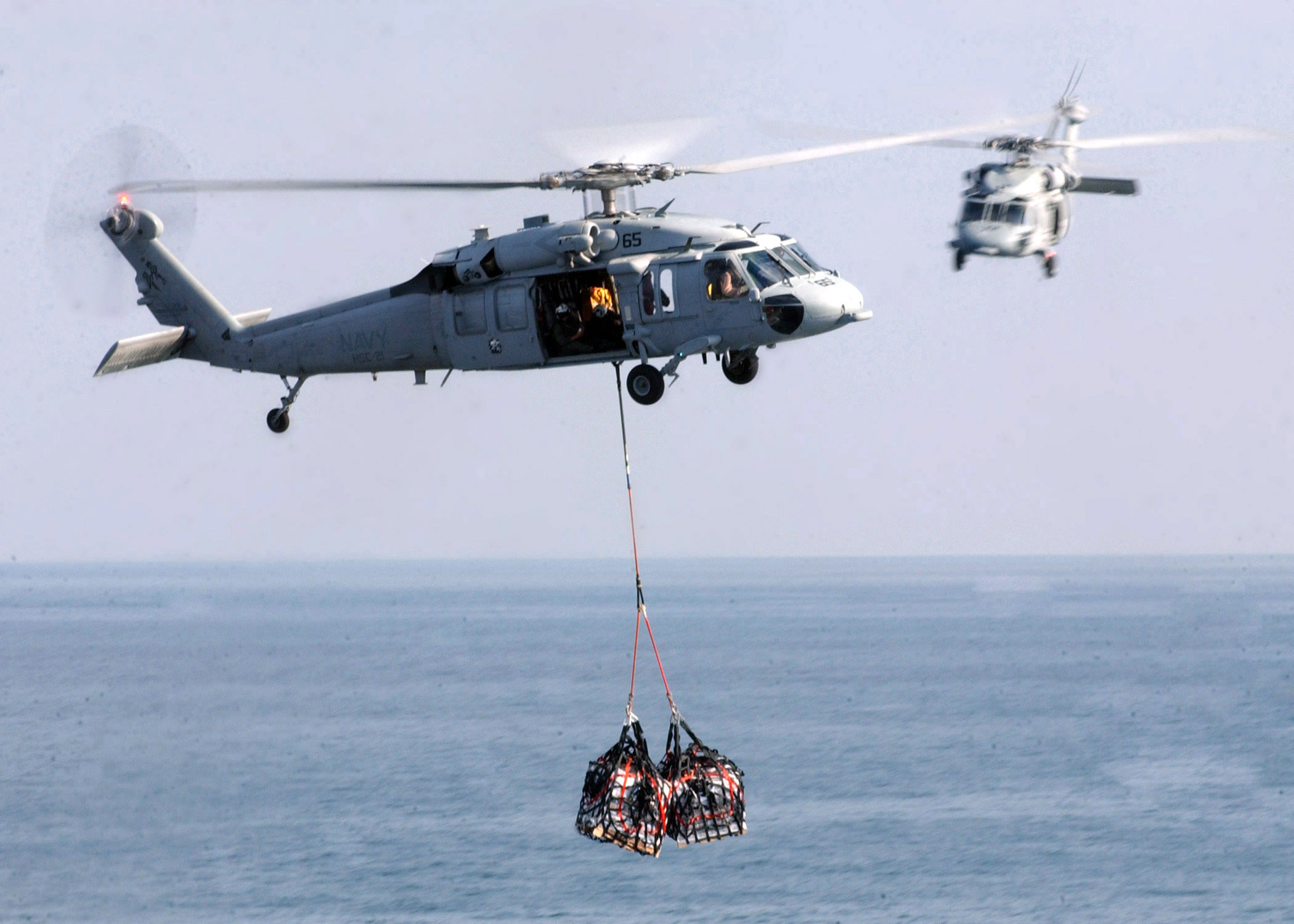
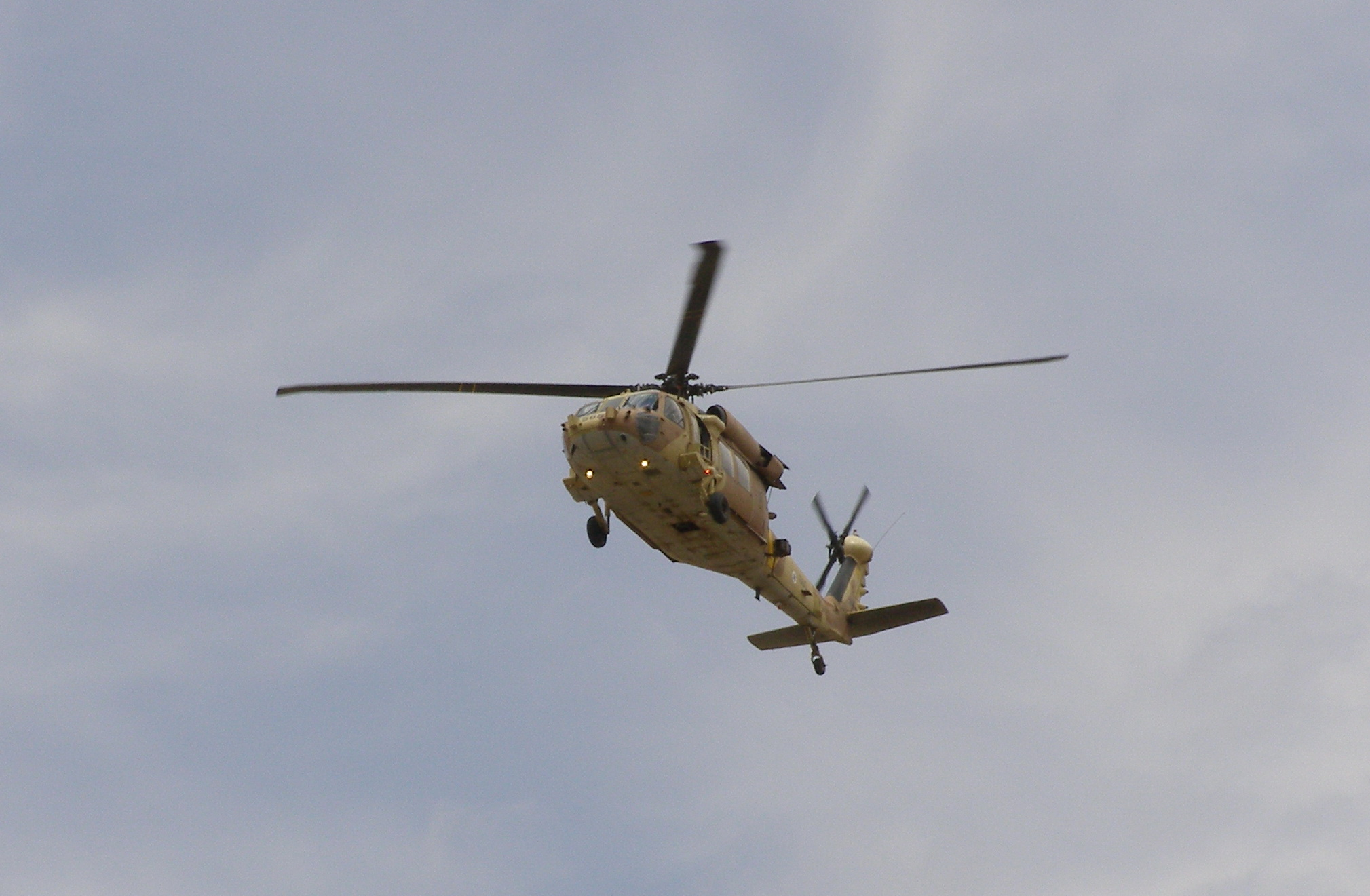

## Аналоги
- Aérospatiale AS.365 Dauphin (1975)
- AgustaWestland AW169
- Bell 212 (1968)
- PZL W-3 Sokół (1979)
- Westland Lynx (1971)
- Ка-60 (1998)
- Ми-8
- Harbin Z-20 (2013)

## Black Hawk в компьютерных играх
UH-60 представлен во множестве компьютерных игр, таких как серии игр Arma, Call of Duty: Modern Warfare и Battlefield, в играх War Thunder и DCS, а также в серии варгеймов Wargame: European Escalation и WARNO (представлены разные модификации. В Warno, в дополнении, также представлен Quickfix).